# Julius-Popp-Hof

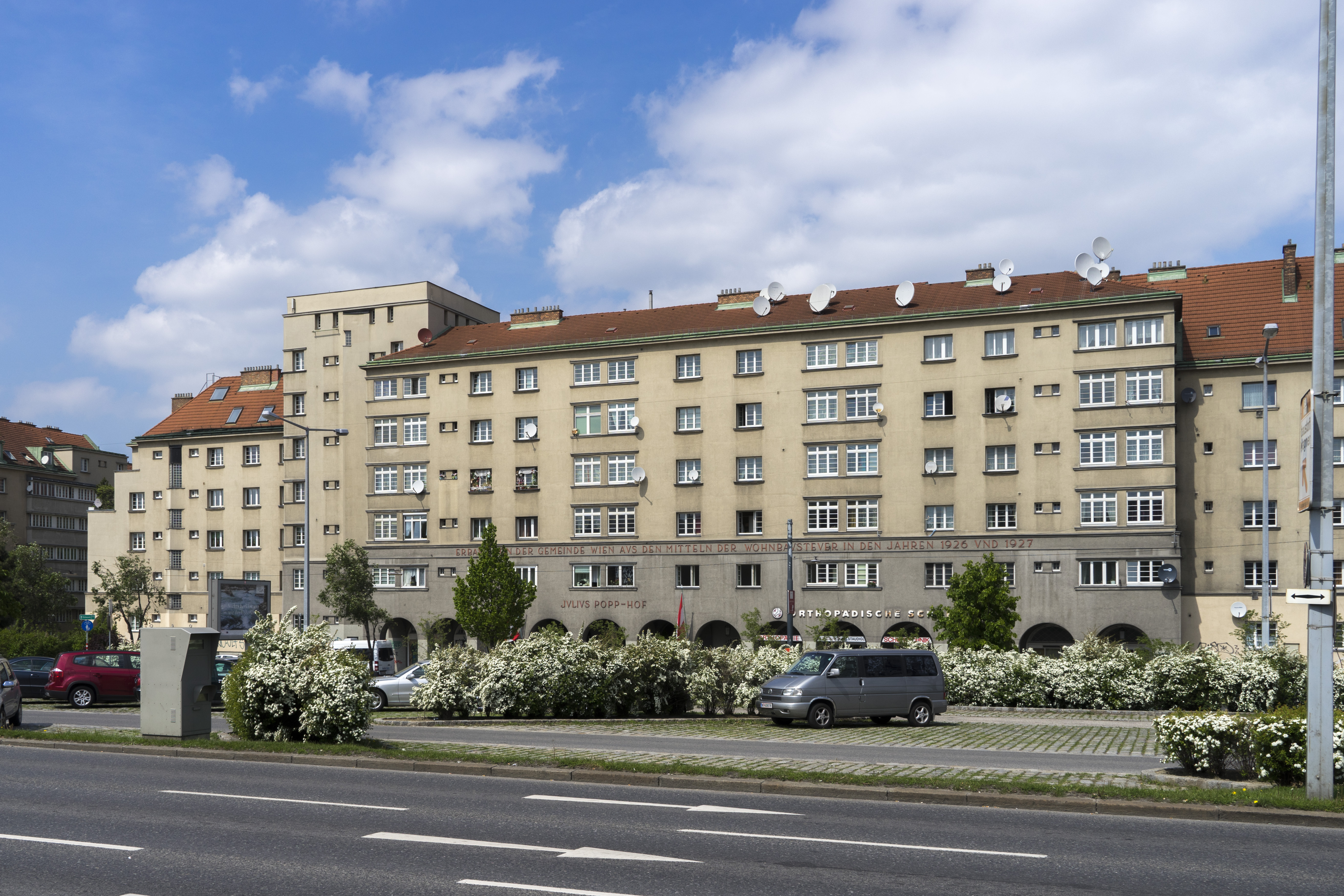
Der Julius-Popp-Hof vom Gürtel aus gesehen

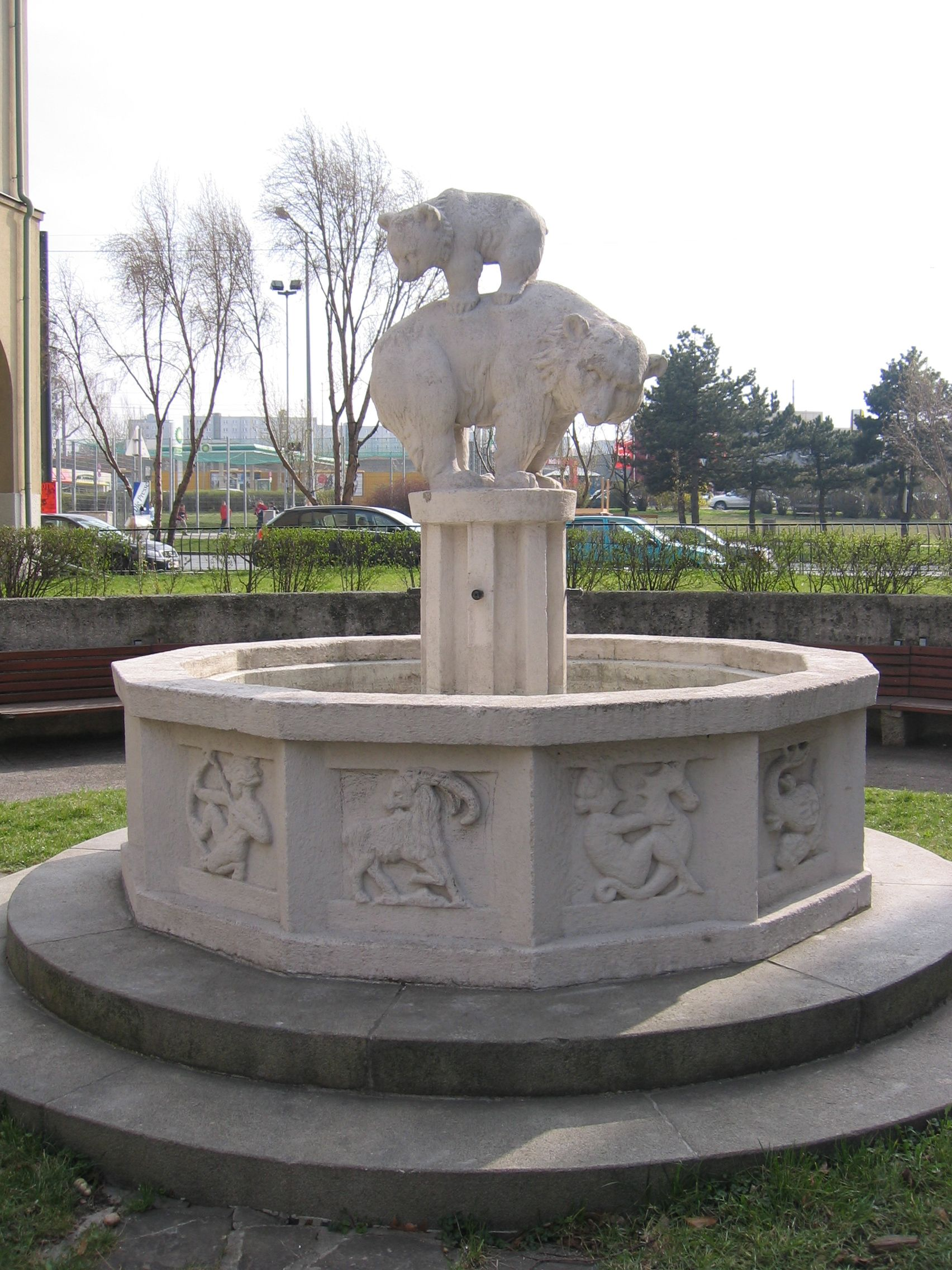
Brunnen zwischen Herweghhof und Julius-Popp-Hof

Der Julius-Popp-Hof ist eine denkmalgeschützte städtische Wohnhausanlage in Wien-Margareten. Sie befindet sich am Margaretengürtel 76–80.

## Baubeschreibung
Der Julius-Popp-Hof wurde in den Jahren 1925/26 von den Architekten Heinrich Schmid und Hermann Aichinger als städtische Wohnhausanlage errichtet. Er wurde nach dem engen Freund und Mitarbeiter Victor Adlers, Julius Popp benannt. Im Eingangsbereich befindet sich eine Gedenktafel für Julius Popp.
Die Anlage umfasst 402 Wohnungen und bildet mit dem benachbarten Herweghhof eine Einheit. Zusammen mit dem nahen Metzleinstaler Hof und dem Matteottihof wurde in diesem Bereich Margaretens ein markantes Stadtviertel geschaffen.
Erwähnenswert bei diesem Gemeindebau ist die geschlossene Hofanlage mit erkerartigen Stiegenhausfenstern. Von außen wirkt dieser Bau wie ein Zwilling des benachbarten Herweghhofs. In der Grünanlage zwischen diesen beiden Gemeindebauten steht ein Brunnen von Hanna Gärtner aus dem Jahr 1928, der eine Bärin mit ihrem Jungen darstellt.